# Chien de porte
Ne doit pas être confondu avec Chatière.
Le chien de porte, également nommé boudin de porte ou saucisse, est un objet servant à bloquer les courants d'air sous les portes. Souvent en forme d'animal sans patte, il s'agit d'une alternative simple, peu chère et efficace pour isoler les foyers du froid. Les militants pour les économies d'énergie et les entreprises énergétiques s'accordent à dire que son utilisation constitue l'« une des solutions les plus simples » dans cette perspective d'isolation. Une étude réalisée par IRT Surveys montre d'ailleurs à quel point cet objet permet la conservation de la chaleur. Il peut en outre améliorer l'isolation acoustique.

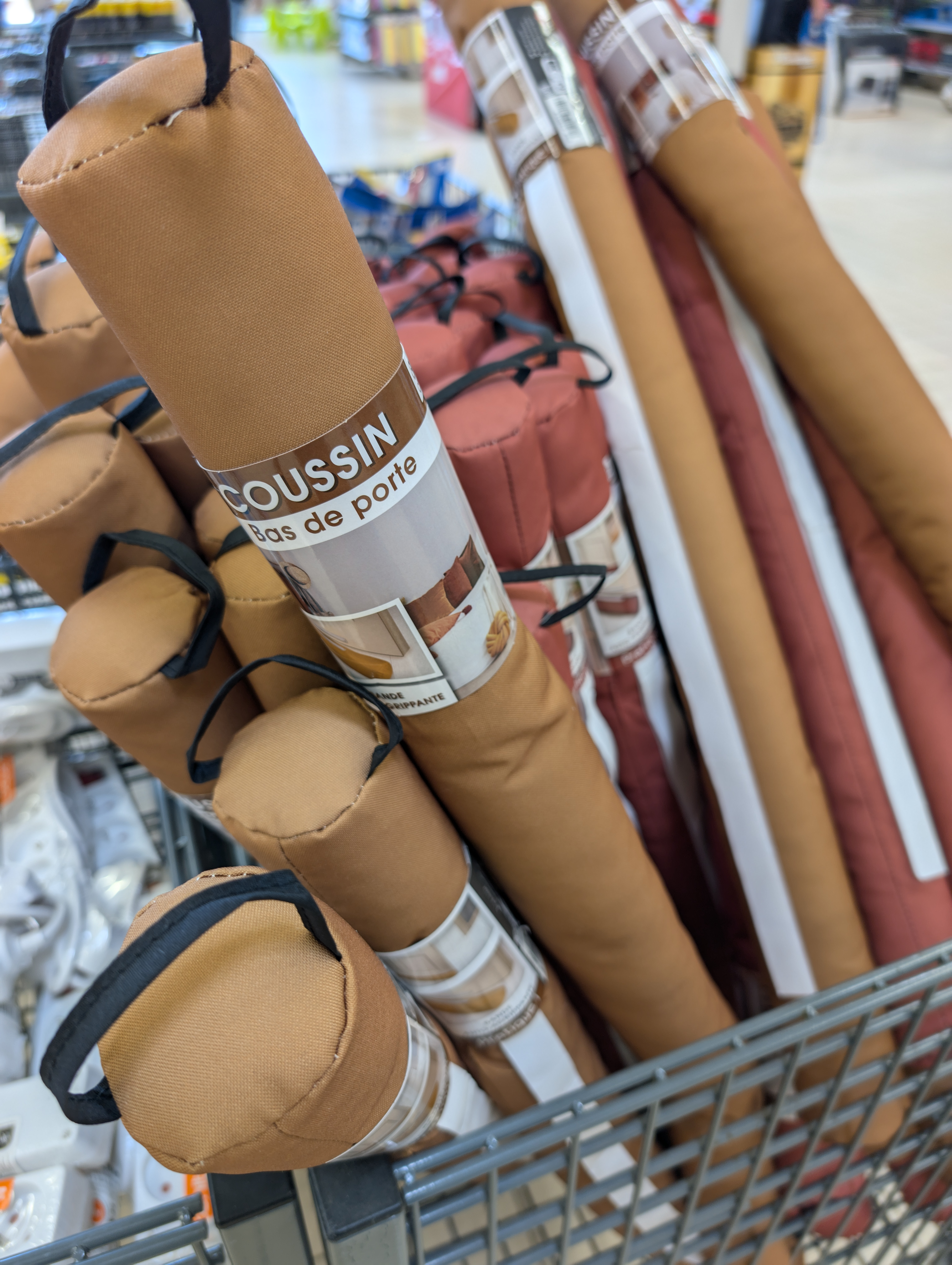
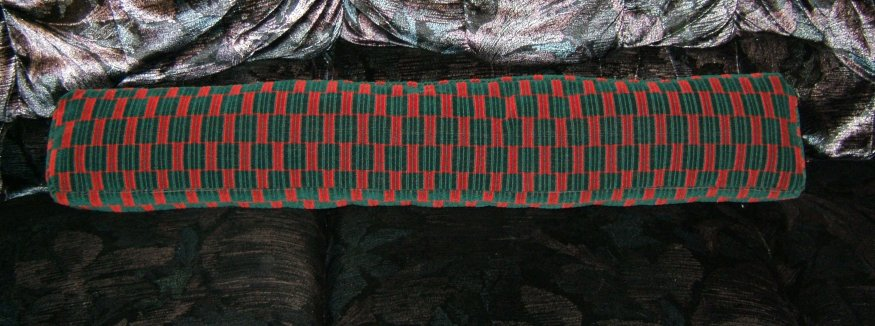
Chiens de porte tubulaires simples.

Il faut néanmoins faire attention à ne pas entraver la circulation de l'air dans l'habitation, notamment entre les pièces humides et sèches.